# 反澳大利亚情绪
反澳大利亚情绪（也称为澳大利亚恐惧症或反澳大利亚主义）指针对澳大利亚国家或其人民的敌对情绪。

## 历史
对于“反澳大利亚情绪”这一具体短语的早期引用可以追溯到1983年，当时与新喀里多尼亚的反独立组织有关。
1948年，在新加坡，由于澳大利亚对待其一位国民的方式，引发了当地华人对澳大利亚的反感情绪。
此外，早在1949年，亚洲某些地区就因白澳政策的方式而产生了“反澳大利亚情绪”。
2006年，东帝汶出现了“反澳大利亚情绪”的报道。

### 各国情况

#### 印度尼西亚
因澳大利亚被指控干涉印度尼西亚内政，印度尼西亚被指有“反澳大利亚情绪”的上升趋势。 2003年一项关于印尼外交职位申请者的研究报告显示，95%的人持有反澳大利亚情绪。 在印度尼西亚，这与一种普遍的反西方情绪相关。
在后苏哈托时代，印度尼西亚也因东帝汶问题而出现反澳大利亚情绪。

### 土耳其
2019年基督城清真寺枪击案（犯人為一名澳大利亚人）后，土耳其总统雷杰普·塔伊普·埃尔多安警告称，如果持有反穆斯林观点的澳大利亚人和新西兰人试图进入土耳其，他们将会“像他们的祖辈一样送回家乡的棺材”，这是指第一次世界大战中的加利波利战役。许多澳大利亚人和新西兰人对这些言论感到愤怒，并指责埃尔多安持有反澳大利亚主义。澳大利亚总理斯科特·莫里森和新西兰总理雅辛达·阿德恩称这些言论“令人震惊”和“极度不敏感”。